# The Madcap Laughs
The Madcap Laughs é o álbum de estreia do cantor, compositor e guitarrista Syd Barrett, gravado no Abbey Road Studios entre 28 de maio de 1968 e 5 de agosto 1969. O álbum, que marcou o início do que seria uma curta carreira solo, foi lançado logo após Syd ter sido substituído por David Gilmour no Pink Floyd (devido ao seu comportamento dito "errático").
Vários produtores musicais trabalharam nas sessões de gravação. Vários deles desistiram no meio do caminho, até que Gilmour e Roger Waters assumiram o comando e concluíram o disco com Syd. Apesar das poucas vendas, The Madcap Laughs recebeu elogios da mídia especializada em geral, e é frequente em listas de melhores álbuns.

## Antecedentes e gravação
Depois de ter deixado o grupo que fundou, Barrett começou a gravar algumas sessões com o seu então empresário Peter Jenner em maio de 1968. Apesar das sessões serem curtas e de eles terem produzido um material de qualidade, o projeto foi abandonado por quase um ano enquanto Syd passou grande parte do ano recluso.
Em abril de 1969, Malcom Jones avançou com o projeto e Barrett começou a trabalhar com um material mais novo, enquanto gravava as gravações de 1968. Músicos contratados foram chamados para incrementar as músicas de Syd. Seu jeito de trabalhar, que era frequentemente desconcentrado, acabou irritando os produtores. Após várias sessões esporádicas, mais dois produtores bem conhecidos por Barrett foram chamados para ajudar.
Roger Waters e David Gilmour estavam no processo de conclusão de Ummagumma, do Pink Floyd, quando eles se envolveram com The Madcap Laughs, ajudando Syd a terminar o álbum.
Uma das características do álbum foi que as músicas de Syd, muitas vezes, eram previamente gravadas com ele e seu violão, com Barret pulando e adicionando ritmos completamente à vontade (o que causava grande frustração dos músicos das sessões que tinham que acompanhar as imprevisíveis gravações). Depois de meses e meses de gravações descontínuas, o álbum pode finalmente ser julgado completo.
"Octopus" (faixa 1 do lado 2 do álbum) foi lançada com single em novembro de 1969 e o álbum em si foi lançado em 3 de janeiro de 1970. Ele alcançou o 40º lugar nas paradas do Reino Unido e foi relativamente bem aceito, embora muitos críticos tenham desde então apontado a exposição de algumas músicas, como "Dark globe" e "Feel", como sendo um desespero e uma reflexão do angustiado estado mental de Barrett de então. A maioria das músicas do álbum são mantidas em alta estima, com exceção de "Feel", "She took a long cold look" e "If it's in you"; todas as quais são incoerentes e cantadas num "quase-grito" por Syd (o take de "Dark Globe" usado no álbum também retrata o violão sendo tocado fora-de-tempo e um vocal "desatraente" de Barrett; o take que aparece em "Opel" é geralmente considerado de grande superioridade).

## Faixas
| Lado A |                  | |         |  |
| N.º    | Título           | Notas                                                                                               | Duração |  |
| 1.     | "Terrapin"       | - Take 1, gravado em 11 abril 1969, overdubs adicionados em 4 de maio - Produzido por Malcolm Jones | 5:04    |  |
| 2.     | "No Good Trying" | - Take 3, gravado em 11 abril 1969, overdubs adicionados em 3–4 May - Produzido por Malcolm Jones   | 3:26    |  |
| 3.     | "Love You"       | - Take 4, gravado 11 abril 1969, overdubs adicionados em 3 May - Produzido por Malcolm Jones        | 2:30    |  |
| 4.     | "No Man's Le"    | - Take 5, gravado 17 abril 1969, overdubs adicionados em 4 May - Produzido por Malcolm Jones        | 3:03    |  |
| 5.     | "Dark Globe"     | - Take 1, gravado 5 de agosto de 1969 - Produzido por David Gilmour e Roger Waters                  | 2:02    |  |
| 6.     | "Here I Go"      | - Take 5, gravado 17 abril de 1969 - Produzido por Malcolm Jones                                    | 3:11    |  |

| Lado B |                             | |         |  |
| N.º    | Título                      | Notas | Duração |  |
| 7.     | "Octopus"                   | - Take 11, gravado 12 junho de 1969, overdubs adicionados em 13 de junho - Produzido por Syd Barrett e David Gilmour                | 3:47    |  |
| 8.     | "Golden Hair"               | - Take 11 (Remake), gravado 12 junho de 1969 - Produzido por Syd Barrett e David Gilmour                                            | 1:59    |  |
| 9.     | "Long Gone"                 | - Take 1, gravado 26 julho de 1969 - Produzido por David Gilmour e Roger Waters                                                     | 2:50    |  |
| 10.    | "She Took a Long Cold Look" | - Take 5, gravado 26 julho de 1969 - Produzido por David Gilmour e Roger Waters                                                     | 1:55    |  |
| 11.    | "Feel"                      | - Take 1, gravado 26 julho de 1969 - Produzido por David Gilmour e Roger Waters                                                     | 2:17    |  |
| 12.    | "If It's in You"            | - Take 5, gravado 26 julho de 1969 - Produzido por David Gilmour e Roger Waters                                                     | 2:26    |  |
| 13.    | "Late Night"                | - Take 2, gravado em 28 May 1968, overdubs adicionados em 11 de abril de 1969 - Produzido por Pete Jenner, Malcolm Jones (overdubs) | 3:10    |  |

### Relançamento (1993)
| Bonus tracks |                                   |                                                                                        |         |  |
| N.º          | Título                            | Notes                                                                                  | Duração |  |
| 14.          | "Octopus"                         | - Takes 1 e 2, gravado em 12 junho de 1969 - Produzido por Syd Barrett e David Gilmour | 3:09    |  |
| 15.          | "It's No Good Trying"             | - Take 5, gravado em 11 abril de 1969 - Produzido por Malcolm Jones                    | 6:22    |  |
| 16.          | "Love You"                        | - Take 1, gravado em 11 abril de 1969 - Produzido por Malcolm Jones                    | 2:28    |  |
| 17.          | "Love You"                        | - Take 3, gravado em 11 abril de 1969 - Produzido por Malcolm Jones                    | 2:11    |  |
| 18.          | "She Took a Long Cold Look at Me" | - Take 4, gravado em 26 julho de 1969 - Produzido por David Gilmour e Roger Waters     | 2:44    |  |
| 19.          | "Golden Hair"                     | - Take 5, gravado em 8 junho de 1968 - Produzido por Pete Jenner                       | 2:28    |  |

## Ficha técnica
- Syd Barrett — guitarra, voz, produtor
- Tony Clark — engenheiro de som
- David Gilmour — baixo, guitarra, produtor
- Roger Waters — baixo, produtor
- Hugh Hopper — baixo nas faixas 2 e 3 (membro do Soft Machine)
- Jeff Jarratt — engenheiro
- Peter Jenner — produtor
- Malcolm Jones — produtor
- Phil McDonald — engenheiro
- Peter Mew — engenheiro
- Mike Ratledge — teclado nas faixas 2 e 3 (membro do Soft Machine)
- Vic Seywell — trompa
- Mike Sheady — engenheiro
- Jerry Shirley — bateria
- John Wilson — bateria
- Robert Wyatt — bateria nas faixas 2 e 3 (membro do Soft Machine)
- Mick Rock — fotografias
- Hipgnosis — fotografias, design da capa